# Пролактин
Пролактинът е хормон, който се произвежда и секретира от аденохипофизата (предна част от хипофизната жлеза). Отговорен е за синтеза на кърма у жената.

## Хиперпролактинемия
От 15 до 20% от случаите на нередовна овулация се дължат на свръхотделяне на хормона пролактин, което засяга както овулацията, така и имплантацията на ембриона в матката. Пролактинът се отделя от хипофизната жлеза и е отговорен за производството на кърма. Когато неговите нива са твърде високи, пролактинът стопира отделянето на гонадотропния хормон от хипоталамуса, който повлиява отделянето на фоликулостимулиращия хормон (FSH) и лутеинизиращия хормон (LH) от хипофизната жлеза, а това от своя страна нарушава отделянето на естроген и прогестерон. Обикновено нивата на пролактина са високи, когато има бременност или жената кърми.
В други случаи повишението може да се дължи на стрес, физическо натоварване, дразнене на гърдите и зърната, както и при приемане на протеини. Операции на гръдния кош също могат да повишат нивото на пролактина, както и лекарства като амфетамини, транквиланти, антидепресанти, опиати и алкохол. При ПКЯ (поликистозни яйчници) или понижена функция на щитовидната жлеза (хипотироидизъм), това може да доведе до хиперпролактинемия. 30% от времето, жените които имат висок пролактин, отделят мляко от гърдите си (галакторея) – спонтанно или при стискане на зърната по време на самоизследването на гърдите. Други симптоми са намаляване на влагалищния секрет и нередовен цикъл. Жените могат да имат твърде леки, нередовни и къси менструални периоди или да нямат такива.
Хиперпролактинемията може да се открие чрез кръвен тест. Най-малко два кръвни теста са необходими, за да се открие повишено количество пролактин. Ако то се дължи на храна, може да се наложи да гладувате преди да се направи ново изследване. Често след изследване на кръвта се прави и скенер, за да се види дали няма тумор на хипофизната жлеза (среща се при около 5% от жените с хиперпролактинемия). Всъщност при хронично високи нива на пролактин най-често причината е в такива доброкачествени тумори (аденоми), които могат да бъдат малки (микропролактином – до 10 мм) или големи (макропролактином – над 10 мм).
Лекарството „Бромокриптин“ в повечето случаи помага за понижаването на нивата на пролактин и намалява размера на аденома, но не трябва да се приема без лекарско предписание. Ако бъде открит такъв аденом, може да се премахне оперативно (с достъп през носната кухина), но това не означава, че ще може да се възстанови фертилността. Може да се използва и облъчване, но това е рядко срещано при такива тумори.